# Carol W. Greider

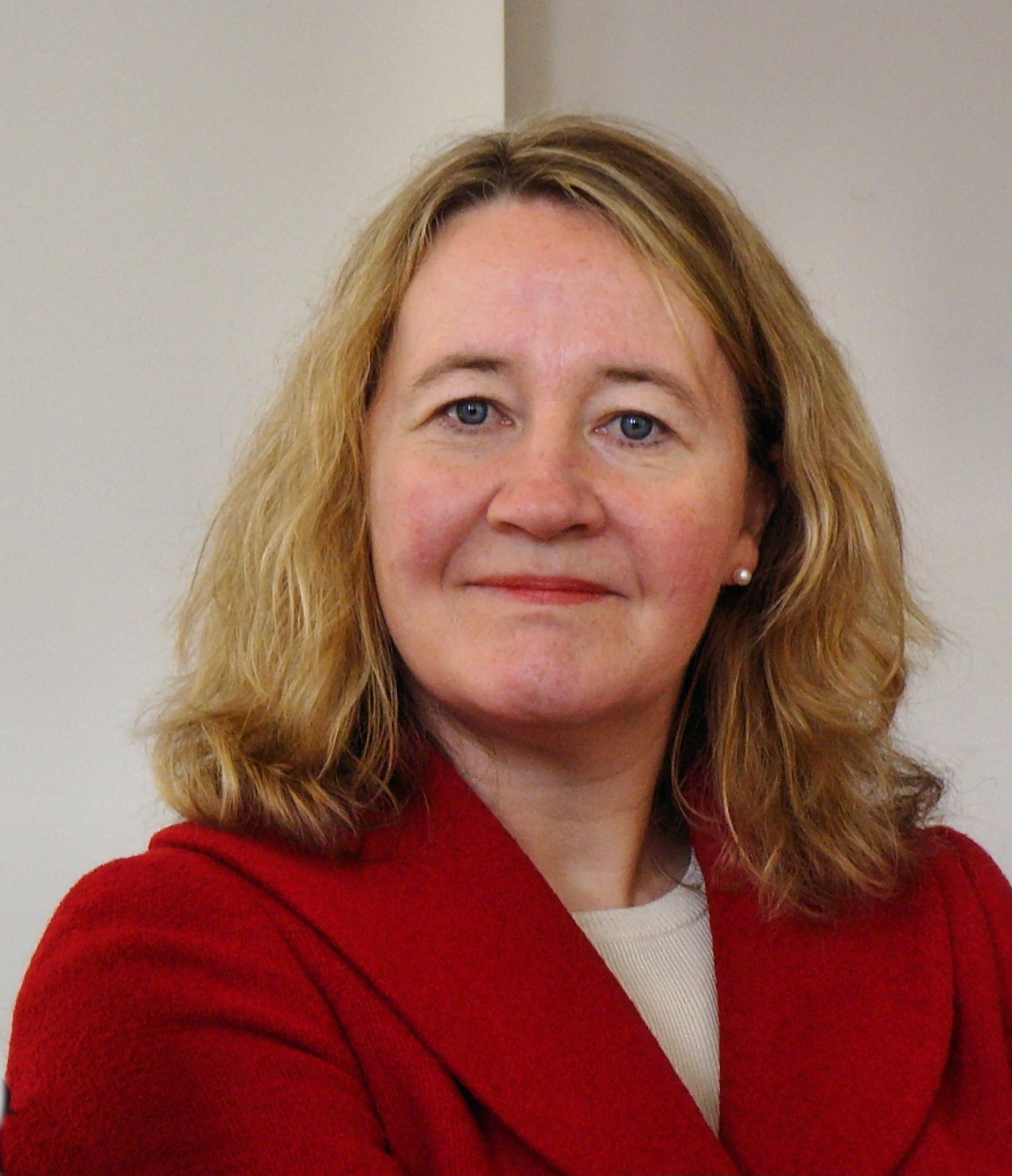
Carol Greider im März 2009

Carol Widney Greider (* 15. April 1961 in San Diego, Kalifornien, USA) ist eine US-amerikanische Molekularbiologin, die durch ihre Arbeiten über das Enzym Telomerase bekannt wurde. Ihr wurde zusammen mit Elizabeth H. Blackburn und Jack W. Szostak der Nobelpreis für Physiologie oder Medizin für 2009 zugesprochen.

## Wissenschaftlicher Werdegang
Carol Greider wuchs in Davis (Kalifornien) auf, wo ihr Vater als Physikprofessor auf dem Campus Davis der Universität von Kalifornien tätig war. Sie studierte Biologie im kalifornischen Santa Barbara, wo sie das Studium 1983 mit dem Titel eines Bachelor of Arts abschloss. Das Studienjahr 1981/82 verbrachte sie an der Partneruniversität Göttingen.
Ihre 1987 vorgelegte Doktorarbeit über die Funktion von Telomeren fertigte Carol Greider im Labor von Elizabeth Blackburn an der Universität von Kalifornien in Berkeley an, wo beide gemeinsam ihre bahnbrechenden Entdeckungen zum Enzym Telomerase machten, das eine entscheidende Rolle bei der Zellteilung sowie Zellalterung spielt. In den folgenden Jahren beschäftigte sie sich insbesondere mit den Konsequenzen einer Fehlfunktion von Telomeren und Telomerase für die Erbsubstanz, die genomische Stabilität der Zelle und den Organismus.
Seit 1993 ist sie Inhaberin der Daniel-Nathans-Professur und Direktorin der Abteilung für Molekularbiologie und Genetik der Johns-Hopkins-Universität in Baltimore.

## Preise und Ehrungen
- Gairdner Foundation International Award (1998)
- Passano Award (1999) (mit Elizabeth Blackburn)
- Richard Lounsbery Award (2003), National Academy of Sciences[3]
- Mitgliedschaft in der National Academy of Sciences (2003)
- Albert Lasker Award for Basic Medical Research (2006) (zusammen mit Elizabeth Blackburn und Jack Szostak)
- Wiley Prize in Biomedical Sciences (2006) (zusammen mit Elizabeth Blackburn)
- Dickson Prize in Medicine (2007)
- Louisa Gross Horwitz-Preis (2007) (zusammen mit Elizabeth Blackburn und Joseph G. Gall)
- Paul-Ehrlich-und-Ludwig-Darmstaedter-Preis für 2009 gemeinsam mit Elizabeth Blackburn
- Nobelpreis für Physiologie oder Medizin für 2009, zusammen mit Elizabeth Blackburn und Jack Szostak
- Mitgliedschaft in der American Philosophical Society (2016)